# Thomas Böttcher

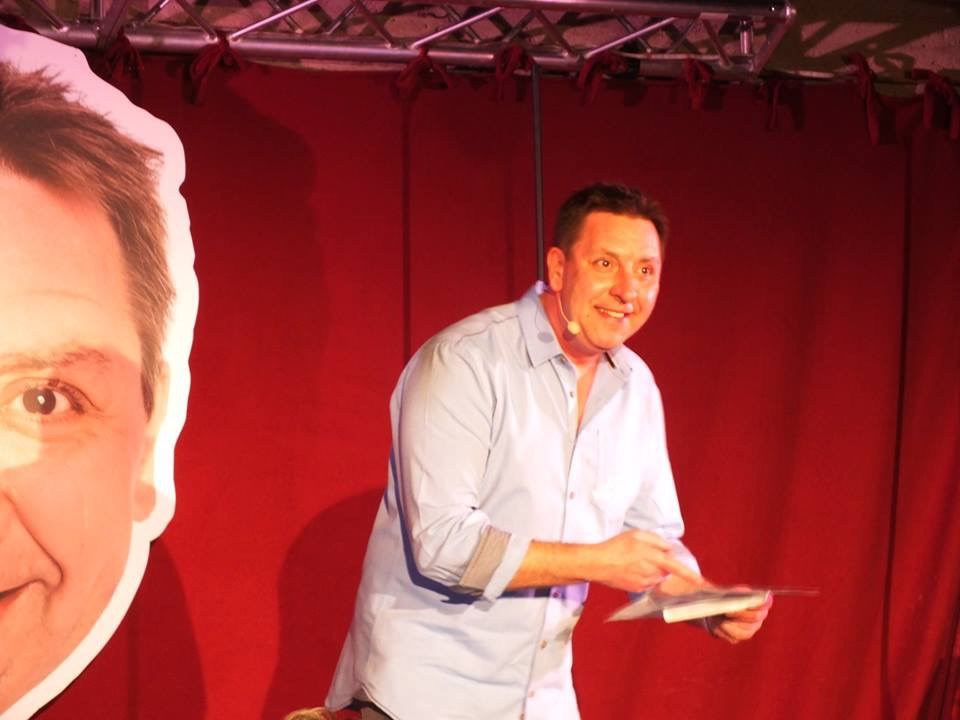
Thomas Böttcher Soloprogramm Lieber radioaktiv als im Radio aktiv

Thomas Klaus Böttcher (* 7. August 1965 in Löbnitz) ist ein deutscher Journalist, Moderator und Schauspieler.

## Leben und Leistung
Thomas Böttcher wuchs in Delitzsch auf und besuchte dort von 1972 bis 1982 die Polytechnische Oberschule Otto Grotewohl. Bereits während einer Ausbildung zum Elektromonteur im Chemiekombinat Bitterfeld trat er als DJ und mit eigener Breakdance-Gruppe bei Jugendtanzveranstaltungen auf. Ab 1985 war er Leiter des Jugendklubs Delitzsch-Ost und hatte dort auch Auftritte als Resident-DJ.
Mit dem Sendestart am 1. Juli 1992 folgte seine Tätigkeit als Moderator beim ersten sächsischen Privatradio Radio PSR und ein halbes Jahr später begann er seine 25-jährige Laufbahn in der Morningshow. 1995, ab Oktober, moderierten er gemeinsam mit Uwe Fischer als Duo unter dem Titel Böttcher & Fischer die tägliche Morningshow mit dem Zusatz „die zwei von Sechs bis Neun“. 1998 wechselte er gemeinsam mit Uwe Fischer als Böttcher & Fischer zu Antenne Sachsen (heute Hitradio RTL Sachsen). 2000 kam es zum Zerwürfnis zwischen Böttcher und Fischer und nach ihrer Versöhnung im Jahr 2002 betraten beide wieder gemeinsam die Bühne, unter anderem auch in dem Theaterstück Der Wetterhahn im Radeberger Biertheater, welches im Jahr 2002 erstmals Premiere feierte. Ab dem 1. September 2003 moderierte er wieder gemeinsam mit Uwe Fischer montags bis freitags von 5 bis 10 Uhr die Große bunte BöFi-Show bei R.SA, wo er bis 2017 tätig war. In diesem Rahmen hatte er Bühnenauftritte und Moderationen bei zahlreichen Veranstaltung wie beim Tag der Sachsen, Stadtfesten in Leipzig, Dresden und Chemnitz oder dem R.SA-Festival-Schwarzenberg vor 12.000 Besuchern mit eigenen Sketchen und Liedern.
Seit 2002 wirkte er in zahlreichen Schauspielrollen im Radeberger Biertheater mit, wie in dem Theaterstück der Der Wetterhahn, Schneller-Höher-Breiter, im Musikal Toi, toi,toi – die Bühne brennt und auch im Schwipsbogen Teil 1–3.
Im Jahr 2017 trat er erstmals mit einem Soloprogramm Lieber radioaktiv als im Radio aktiv in Sachsen auf und 2019 mit seiner neuen Show Blasenfrei Zapfen.
2018 begann Thomas Böttcher seine Zusammenarbeit mit dem Mitteldeutschen Rundfunk (MDR) mit der Reisedoku Böttcher schafft das! Die Zusammenarbeit endete 2022 nach zehn Filmen. Böttcher ist außerdem tätig in der Sendung Voss und Team mit der Rubrik Böttcher fragt nach und Böttcher fliegt hin.
Des Weiteren schreibt Thomas Böttcher jeden Freitag für die Dresdner Morgenpost seine wöchentliche Kolumne – die Bölumne – und seine Leidenschaft zum Radio ist bis heute geblieben. Mit der täglichen Serie "Böttchers Tagebuch" gibt der Hobby-Philosoph seit 2020 seine Gedanken bei MDR JUMP zum Besten.
Im Juni 2021 veröffentlichte Thomas Böttcher zusammen mit Michael Berndt den Podcast Dote Oma – Schmeckt nicht jedem. Seit Oktober 2021 ist Thomas Böttcher neben dem Radeberger Biertheater auch in der Comödie Dresden zu erleben.
Thomas Böttcher hat aus erster Ehe zwei Kinder, ist seit 2006 in zweiter Ehe verheiratet und lebt seit 2004 in Döbeln.

## Veröffentlichungen

### CD
- 1998: BöFi 1 – BöFi muss mit!
- 1999: BöFi 2 – So ein Zirkus mit den Weibern!
- 1999: BöFi 3 – Softeis
- 1999: BöFi – Mier Sachsen
- 2005: BöFi – Die Partymacher
- 2010: BöFi – Schnauze voll!

### Bücher
- 2011: BöFi – BierFibel
- 2012: Mann und Frau im Team – Die BöFi-Beziehungsfibel
- 2013: Hauptsache, es fährt – Die BöFi - Autofibel
- 2015: Die gute Kost vom Rost – Die BöFi-Grillfibel, mit Uwe Fischer und Frank Klinger, Chemnitzer Verlag
- 2016: Der Ball ist wund – Die BöFi-Fußballfibel, mit Uwe Fischer und Frank Klinger, Chemnitzer Verlag

## Belege
1. ↑  Radeberger Biertheater – Mitwirkende und Produktion. In: biertheater.de. Abgerufen am 29. Mai 2019.
2. ↑  Tränen auf der Bühne! So lief Böttchers erste Solo-Show. In: tag24.de. Abgerufen am 18. Mai 2019.
3. ↑  „Blasenfrei zapfen“: Unser Böttcher wird jetzt Tankwart. In: tag24.de. Abgerufen am 5. Juni 2019.
4. ↑  Abenteuer Fernsehen: Der Böttcher dreht jetzt mit dem MDR. In: lvz.de. Abgerufen am 21. Mai 2019.
5. ↑  Böttcher schafft das!
6. 1 2  Jens Hoyer: Thomas Böttcher geht nicht mehr für den MDR wandern. In: Sächsische Zeitung. 25. Juni 2022 (kostenpflichtig online [abgerufen am 25. Juni 2022]).
7. ↑  Was macht denn Böttcher in Albanien? In: tag24.de. Abgerufen am 21. Mai 2019.
8. ↑  Als Ferientester an der Adria! Böttcher hat keinen Sand im Schlübber. In: tag24.de. Abgerufen am 5. Juni 2019.
9. ↑  jumpradio.de: "Böttchers Tagebuch - Notizen aus der Provinz" | MDR JUMP. Abgerufen am 11. Oktober 2020.
10. ↑  Neuer Podcast: Der Böttcher macht jetzt auf "Dote Oma". Abgerufen am 1. Oktober 2021.
11. ↑  Böttcher muss ins Bordell - und Dagmar Frederic wird Puffmutter. Abgerufen am 1. Oktober 2021.

| Personendaten    | Personendaten                                            |
| ---------------- | -------------------------------------------------------- |
| NAME             | Böttcher, Thomas                                         |
| ALTERNATIVNAMEN  | Böttcher, Thomas Klaus (vollständiger Name)              |
| KURZBESCHREIBUNG | deutscher Journalist, Moderator und Schauspieler         |
| GEBURTSDATUM     | 7. August 1965                                           |
| GEBURTSORT       | Löbnitz, Bezirk Leipzig, Deutsche Demokratische Republik |